# Maisnières
Maisnières je naselje in občina v departmaju Somme osrednje francoske regije Pikardije. Leta 1999 je naselje imelo 505 prebivalcev.

## Geografija
Kraj leži v severozahodni francoski pokrajini Vimeu ob reki Vimeuse, 8 km jugozahodno od Abbevilla.

## Administracija
Občina Maisnières je vključena v kanton Gamaches, v njem se nahajajo še občine Aigneville, Beauchamps, Biencourt, Bouillancourt-en-Séry, Bouttencourt, Bouvaincourt-sur-Bresle, Buigny-lès-Gamaches, Cerisy-Buleux, Dargnies, Embreville, Framicourt, Frettemeule, Gamaches (sedež kantona), Martainneville, Ramburelles, Rambures, Tilloy-Floriville, Le Translay in Vismes. Kanton je stavni del okrožja Abbeville.